# Geschützwagen Tiger
Geschützwagen Tiger (Gsw Tiger, Gw Tiger) – prototyp podwozia działa samobieżnego na którym montowane miały być ciężkie działa polowe. Podwozie miało być pochodną podwozia zastosowanego w czołgu Panzerkampfwagen VI B Königstiger. Zależnie od wersji pojazd miał być uzbrojony w:
- armatę 17 cm K72 L50 kalibru 170 mm (zapas amunicji 12 naboi).
- haubicę 21 cm Mrs 18/1 kalibru 210 mm.
- moździerz 30,5 cm GrWr L/16 kalibru 305 mm.

We wszystkich projektowanych wersjach działo miało dysponować możliwością wychylania uzbrojenia w pionie w zakresie od 0° do 50°, a w poziomie po 5° w obie strony.
Prace nad podwoziem Gw Tiger rozpoczęto w 1943, ale do zakończenia wojny zbudowano tylko pojedynczy prototyp.